# Estádio Deputado Adalberto Cavalcante
Estádio Deputado Adalberto Cavalcante – stadion piłkarski, w Porto Real do Colégio, Alagoas, Brazylia, na którym swoje mecze rozgrywa klub Universal Futebol Clube.